# Zehnkampf-Länderkampf der Männer 1973 BR Deutschland – Sowjetunion / BR Deutschland – Polen
| 4./5. Leichtathletik-Länderkampf mit bundesdeutscher Beteiligung 1973              | 4./5. Leichtathletik-Länderkampf mit bundesdeutscher Beteiligung 1973 |
| ---------------------------------------------------------------------------------- | --------------------------------------------------------------------- |
|                                                                                    |                                                                       |
| Zehnkampfvergleich der Männer: BR Deutschland – Sowjetunion BR Deutschland – Polen |                                                                       |
| Austragungsort                                                                     | Weinheim                                                              |
| Wettbewerbe                                                                        | 1                                                                     |
| Datum                                                                              | 2./3. Juni                                                            |
| 1. URS 2. FRG                                                                      | 84.737 Punkte 80.684 Punkte                                           |
| 1. POL 2. FRG                                                                      | 37.779 Punkte 30.161 Punkte                                           |
| Chronik                                                                            |                                                                       |
| ← FRG-NLD/FRG-ROU (F)                                                              | FRG-URS/FRG-POL00 5kampf (F) →                                        |

Im vierten und gleichzeitig fünften Vergleich des Länderkampfjahres 1973 trafen die bundesdeutschen Zehnkämpfer am 2./3. Juni in Weinheim mit der Sowjetunion und Polen auf zwei sehr starke Gegner. Auch diese Veranstaltung wurde getrennt für jeweils zwei Länder gewertet. Gegen die Sowjetunion war es der siebte Zehnkampf-Vergleich, die Bilanz stand bei vier zu zwei für die sowjetischen Athleten. Auf Polen waren die bundesdeutschen Zehnkämpfer zuvor nur in Konstellationen mit mehreren Ländern getroffen. Dreimal hatte die Bundesrepublik dabei vorne gelegen, nur im Vorjahr hatte das bundesdeutsche Team, das mit einer B-Mannschaft angetreten war, eine Niederlage hinnehmen müssen. Gleichzeitig trugen auch die Mehrkämpferinnen am selben Ort in getrennter Wertung Mehrkämpfe gegen die Sowjetunion und Polen aus.

## Wettbewerbe und Modus
Die beiden Länderkämpfe wurden mit unterschiedlichen Modi ausgetragen.
- Zehnkampfvergleich BR Deutschland – Sowjetunion
Jede Nation konnte vierzehn Zehnkämpfer stellen, von denen drei Junioren der Jahrgänge 1954 und jünger sein mussten. Gewertet wurden durch Addition ihrer Punktzahlen je elf Athleten, von denen mindestens zwei Junioren waren. Die UdSSR trat allerdings mit nur zehn Senioren und drei Junioren an.
- Zehnkampfvergleich BR Deutschland – Polen
Jede Mannschaft bestand aus fünf Zehnkämpfern, von denen die vier Besten durch Addition ihrer Punktzahlen gewertet wurden. In der bundesdeutschen Mannschaft wurden Herbert Swoboda, Helmut Kammermeier, Guido Kratschmer und Kurt Malter May gewertet. Nicht in die Wertung gelangte Werner Hägele.

## Ergebnis
In der Einzelwertung aus beiden gemeinsamen Länderkämpfen erreichte der beste bundesdeutsche Vertreter nur den achten Platz. Vor ihm befanden sich fünf sowjetische und zwei polnische Zehnkämpfer. Auch auf den nachfolgenden Plätzen lagen wieder fünf Athleten aus der UdSSR und drei aus Polen, bevor auf Rang siebzehn der nächste bundesdeutsche Teilnehmer folgte. So gingen beide Vergleiche für das bundesdeutsche Team verloren. Die Sowjetunion siegte klar mit 84.737 zu 80.684 Punkten und auch Polen gewann ganz deutlich mit 37.779 zu 30.161 Punkten.

## Resultat
| Platz | Name                          | Nation | Punkte | 100 m  | Weit- sprung | Kugel- stoßen | Hoch- sprung | 400 m  | 110 m Hürden | Diskus- wurf | Stabhoch- sprung | Speer- wurf | 1500 m     |
| ----- | ----------------------------- | ------ | ------ | ------ | ------------ | ------------- | ------------ | ------ | ------------ | ------------ | ---------------- | ----------- | ---------- |
| 01    | Alexander Blinjajew           | URS    | 8100   | 10,7 s | 7,74 m       | 14,94 m       | 1,94 m       | 50,9 s | 15,4 s       | 57,46 m      | 4,40 m           | 64,90 m     | 4:30,7 min |
| 02    | Ryszard Skowronek             | POL    | 8067   | 10,6 s | 7,46 m       | 13,72 m       | 1,97 m       | 49,3 s | 14,7 s       | 43,30 m      | 4,40 m           | 67,44 m     | 4:37,8 min |
| 03    | Toomas Berendsen              | URS    | 8016   | 11,0 s | 7,14 m       | 15,70 m       | 1,97 m       | 49,7 s | 15,7 s       | 46,04 m      | 4,30 m           | 49,50 m     | 4:22,4 min |
| 04    | Ryszard Katus                 | POL    | 7889   | 10,7 s | 7,70 m       | 14,59 m       | 1,88 m       | 50,0 s | 14,2 s       | 40,74 m      | 4,70 m           | 59,34 m     | 4:47,7 min |
| 05    | Toomas Surväli                | URS    | 7812   | 10,8 s | 7,16 m       | 13,67 m       | 1,80 m       | 60,7 s | 14,9 s       | 43,76 m      | 4,50 m           | 63,76 m     | 4:19,5 min |
| 06    | Wiktor Tschelnokow            | URS    | 7812   | 10,8 s | 7,06 m       | 14,51 m       | 1,85 m       | 49,2 s | 15,7 s       | 43,10 m      | 4,80 m           | 70,86 m     | 4:34,9 min |
| 07    | Boris Gorbatschow             | URS    | 7790   | 10,8 s | 6,67 m       | 14,57 m       | 1,94 m       | 50,6 s | 15,6 s       | 44,92 m      | 4,30 m           | 62,28 m     | 4:28,4 min |
| 08    | Herbert Swoboda               | FRG    | 7698   | 10,6 s | 6,71 m       | 13,31 m       | 1,80 m       | 50,5 s | 15,3 s       | 43,72 m      | 4,30 m           | 68,55 m     | 4:35,4 min |
| 09    | Boris Iwanow                  | URS    | 7687   | 10,8 s | 6,78 m       | 13,69 m       | 1,91 m       | 50,9 s | 14,6 s       | 42,80 m      | 4,40 m           | 65,64 m     | 4:54,9 min |
| 10    | Wladimir Jatschmenow (Junior) | URS    | 7636   | 11,1 s | 7,00 m       | 15,53 m       | 1,97 m       | 51,6 s | 15,9 s       | 46,78 m      | 4,70 m           | 57,80 m     | 4:42,7 min |
| 11    | Edward Kozakiewicz            | POL    | 7578   | 10,9 s | 7,04 m       | 13,77 m       | 1,97 m       | 50,4 s | 15,8 s       | 47,72 m      | 4,70 m           | 53,62 m     | 4:30,7 min |
| 12    | Alexander Grebenjuk           | URS    | 7534   | 11,0 s | 6,73 m       | 14,32 m       | 1,85 m       | 49,6 s | 15,0 s       | 43,74 m      | 4,00 m           | 63,80 m     | 4:44,9 min |
| 13    | Wladimir Tscherbatych         | URS    | 7557   | 10,8 s | 7,27 m       | 13,77 m       | 1,94 m       | 50,5 s | 15,0 s       | 37,74 m      | 4,60 m           | 59,62 m     | 4:42,8 min |
| 14    | Tadeusz Janczenko             | POL    | 7537   | 10,5 s | 7,53 m       | 13,22 m       | 1,97 m       | 51,4 s | 16,3 s       | 47,64 m      | 4,40 m           | 57,70 m     | 5:16,2 min |
| 15    | Lech Nikitin                  | POL    | 7520   | 10,6 s | 7,06 m       | 14,45 m       | 1,80 m       | 49,7 s | 15,5 s       | 38,26 m      | 3,90 m           | 53,02 m     | 4:28,5 min |
| 16    | Leonid Litwinenko             | URS    | 7512   | 11,1 s | 6,16 m       | 14,19 m       | 1,88 m       | 49,6 s | 14,7 s       | 44,24 m      | 4,20 m           | 53,68 m     | 4:30,0 min |
| 17    | Helmut Kammermeier            | FRG    | 7509   | 10,7 s | 6,69 m       | 13,98 m       | 1,80 m       | 50,6 s | 15,0 s       | 46,84 m      | 3,80 m           | 58,30 m     | 4:38,7 min |
| 18    | Guido Kratschmer              | FRG    | 7488   | 10,6 s | 7,79 m       | 14,28 m       | 1,85 m       | 49,7 s | 14,8 s       | 38,28 m      | 3,90 m           | 52,50 m     | 4:49,5 min |
| 19    | Kurt-Walter May               | FRG    | 7475   | 10,9 s | 6,69 m       | 14,38 m       | 1,88 m       | 49,7 s | 15,2 s       | 40,62 m      | 4,20 m           | 47,78 m     | 4:29,3 min |
| 20    | Wolfgang Stamm                | FRG    | 7378   | 10,6 s | 6,84 m       | 12,58 m       | 1,88 m       | 50,8 s | 15,0 s       | 35,90 m      | 4,70 m           | 54,42 m     | 4:35,4 min |
| 21    | Claus Marek (Junior)          | FRG    | 7348   | 10,6 s | 7,07 m       | 12,47 m       | 1,88 m       | 48,7 s | 14,9 s       | 33,46 m      | 3,70 m           | 49,96 m     | 4:32,9 min |
| 22    | Karl-Jürgen Leyhe             | FRG    | 7202   | 11,1 s | 6,37 m       | 13,20 m       | 1,75 m       | 51,0 s | 15,5 s       | 47,76 m      | 3,90 m           | 60,20 m     | 4:26,4 min |
| 23    | Werner Eikmeier               | FRG    | 7196   | 10,5 s | 6,52 m       | 12,47 m       | 1,75 m       | 50,3 s | 14,3 s       | 38,70 m      | 4,20 m           | 57,66 m     | 5:02,8 min |
| 24    | Dieter Leyckes (Junior)       | FRG    | 7174   | 10,9 s | 7,06 m       | 14,15 m       | 1,85 m       | 50,4 s | 16,2 s       | 40,00 m      | 3,60 m           | 57,80 m     | 4:45,4 min |
| 25    | Waleri Katschanow (Junior)    | URS    | 7162   | 10,7 s | 7,45 m       | 11,42 m       | 2,03 m       | 51,5 s | 14,8 s       | 38,98 m      | 3,50 m           | 43,98 m     | 4:47,4 min |
| 26    | Walter Mössle                 | FRG    | 7126   | 11,1 s | 6,95 m       | 12,74 m       | 2,00 m       | 52,0 s | 14,9 s       | 37,52 m      | 4,20 m           | 44,26 m     | 4:35,1 min |
| 27    | Sergei Zybulenko (Junior)     | URS    | 7109   | 11,2 s | 7,02 m       | 12,90 m       | 1,80 m       | 52,4 s | 15,8 s       | 47,22 m      | 3,60 m           | 67,70 m     | 4:39,1 min |
| 28    | Ulrich Schmedemann            | FRG    | 7099   | 10,9 s | 6,73 m       | 13,94 m       | 1,80 m       | 51,8 s | 16,7 s       | 47,02 m      | 4,40 m           | 49,56 m     | 5:02,2 min |
| 29    | Werner Hägele                 | FRG    | 7096   | 10,9 s | 6,91 m       | 14,57 m       | 1,85 m       | 51,9 s | 16,4 s       | 34,52 m      | 3,60 m           | 67,30 m     | 4:45,5 min |
| 30    | Wladimir Armanow              | URS    | 6977   | 10,7 s | 6,76 m       | 13,54 m       | 1,80 m       | 49,0 s | 15,3 s       | 42,24 m      | 4,40 m           | 53,82 m     | 4:34,6 min |
| 31    | Uwe Brandenburg (Junior)      | FRG    | 6912   | 11,1 s | 7,00 m       | 11,82 m       | 1,88 m       | 52,9 s | 15,6 s       | 37,78 m      | 3,90 m           | 57,76 m     | 4:54,4 min |
| 32    | Frank Hensel                  | FRG    | 6872   | 10,8 s | 6,38 m       | 12,74 m       | 1,80 m       | 51,0 s | 15,6 s       | 39,54 m      | 4,00 m           | 46,82 m     | 4:57,8 min |